# أنتونيو كامبيلو
أنتونيو كامبيلو (بالإسبانية: Antonio Campillo Medina)‏ (16 ديسمبر 1990 بمدريد في إسبانيا - ) هو لاعب كرة قدم إسباني في مركز الهجوم. لعب مع أتلتيكو مدريد ب وخيتافي ب ورايو فايكانو ب ونادي لوغو ونادي مليلية وCU Collado Villalba ‏ وأتلتيكو مدريد ج.

## وصلات خارجية
- أنتونيو كامبيلو على موقع قاعدة بيانات كرة القدم.إي يو (الإنجليزية)
- أنتونيو كامبيلو على موقع Soccerway.com (الإنجليزية)
- أنتونيو كامبيلو على موقع AS.com (الإسبانية)